# دليلة مفتاحي
دليلة مفتاحي (23 أبريل 1960 -)، ممثلة ومخرجة مسرحية تونسية. كانت لها عدة مشاركات في عديد من المسلسلات والمسرحيات.

كانت تجربة الاحتراف الأولى لدليلة مفتاحي مع الفرقة القارة بجندوبة، كان ذلك عام 1978، ثم انتقلت إلى المسرح الوطني التونسي مع المنصف السويسي، ثم تتالت التجارب مع المسرح العضوي ومع رجاء فرحات في الحمامات والفرقة البلدية، وبعض الشركات الخاصة.

## أعمالها

### من المسلسلات

#### التلفزيون
- 1992 : الدُّوار للمخرج عبد القادر الجربي : منية
- 1992 : ليّام كيف الريح للمخرج صلاح الدين الصيد : لطيفة
- 1993 : العاصفة للمخرج عبد القادر الجربي
- 1995 : الحصاد للمخرج عبد القادر الجربي
- 1997 : الخُطّاب على الباب (ضيفة شرف الحلقة 7 من الموسم 2) للمخرج صلاح الدين الصيد وعلي اللواتي والمنصف البلدي : فضيلة
- 1999 : عنبر الليل للمخرج الحبيب المسلماني : حلومة
- 2000 : يا زهرة في خيالي للمخرج عبد القادر الجربي
- 2000 : منامة عروسيّة للمخرج صلاح الدين الصيد : راضية
- 2001 : ريحانة للمخرج حمادي عرافة
- 2003 : إخوة وزمان للمخرج حمادي عرافة
- 2004 : جاري يا حمّودة للمخرج عبد الجبار البحوري
- 2004 : حسابات وعقابات للمخرج الحبيب المسلماني
- 2005 : مال وأمال للمخرج عبد القادر الجربي
- 2006 : الكيوسك للمخرجين بلقاسم البريكي والمنصف الكاتب : زينة
- 2006 : حياة وأماني للمخرج محمد الغضبان
- 2006 : نواصي وعتب للمخرج عبد القادر الجربي
- 2007 : كمنجة سَلاّمة للمخرج حمادي عرافة : دنيا
- 2008 : بين الثّنايا للمخرج الحبيب المسلماني
- 2008 : صيد الريم للمخرج علي منصور : منجية
- 2009 : مكتوب (الموسم 2) للمخرج سامي الفهري : أم إبتسام
- 2010 : ڨراج لكريك للمخرج رضا الباهي
- 2010 : دنيا للمخرج نعيم بن رحومة
- 2010 : المتاهة
- 2011 : نجوم الليل (الموسم 3) للمخرج مهدي نصرة
- 2012 : من أجل عيون كاترين للمخرج حمادي عرافة : عفيفة
- 2013 : نجوم الليل (الموسم 4) للمخرج مهدي نصرة
- 2013 : لَيّام للمخرج خالد البرصاوي
- 2014 : ناعورة الهواء (الموسم 1) للمخرج مديح بلعيد : منجيّة
- 2015: ناعورة الهواء (الموسم 2) للمخرج مديح بلعيد : منجيّة
- 2015 : دار العُزّاب للمخرج لسعد الوسلاتي
- 2016 : وردة وكتاب للمخرج أحمد رجب : فاطمة، والدة محمد علي
- 2016 : ديما أصحاب للمخرج عبد القادر الجربي : سعاد
- 2016 : فلاش باك (الموسم 1) للمخرج مراد بن الشيخ
- 2017 : الدوامة للمخرج نعيم بن رحومة : حليمة
- 2017 : أولاد مفيدة (الموسم 3) للمخرج سامي الفهري
- 2017 : فلاش باك (الموسم 2) للمخرج مراد بن الشيخ
- 2018 : علي شورب للمخرجين مديح بلعيد وربيع التَّكّالي : فاطمة
- 2019 : مشاعر للمخرج محمد جوك
- 2020 : ڨلب الذيب للمخرج بسام الحمراوي : عكري
- 2020 : قضاة من تاريخنا للمخرج أنور العياشي : والدة الأمير في عهد القاضي إبن أبي محرز

#### السينما

##### الأفلام الروائية
- 1997 : الرديف 54 لعلي العبيدي
- 1997 : الحياة في الجنة لبورليم غيرجو
- 2002 : خرمة للجيلاني السعدي
- 2008 : أغنية العرائس لكارين ألبو
- 2010 : آخر ديسمبر لمعز كمون
- 2010 : الأشجار الجريحة لعبد اللطيف بن عمار
- 2011 : الذهب الأسود لجان جاك آناود

##### الأفلام القصيرة
- 2000 : مقابل للمهدي بن عطية وزينة موديانو
- 2010 : المحرمات لمريم ريفيل
- 2011 : قاع البئر لمعز بن حسن

##### أفلام تلفزيونية
- 1987 : ولد إسمه يسوع (إيطالي) لفرانكو روسي
- 1993 : أبطال عاديون (حلقة التحكم في الهوية) لبيتر كاسوفيتز
- 2005 : رحلة لويزا لباتريك فولسون

#### المسرح
- 2003 : النار تخلف الرماد ، لدليلة مفتاحي
- 2005 : شجاعة عنترة ، لدليلة مفتاحي
- 2004 : دار حجر، لدليلة مفتاحي
- 2007 : حر الظلام ، نص سمير عيادي ، وإخراج منيرة زكراوي
- 2010 : عطامرين ، لدليلة مفتاحي
- 2013 : شهرزاد للّة النساء ، لدليلة مفتاحي
- 2013 : ماذا لو مات ظلي لدليلة مفتاحي تعرض مسرحيتها الجديدة في الجزائر قبل تونس, حقائق أون لاين, أيوب الحيدوسي
- 2021 : قلب الرحى (نص : دنيا مناصرية وإخراج: دليلة مفتاحي)

### البرامج
- 2013 : تاكسي (الحلقة 1) على قناة التونسية

### مقاطع فيديو
- 2015 : ومضة ترويجية لجمعية تونسبوار لدليلة مفتاحي

## روابط خارجية
- دليلة مفتاحي على موقع IMDb (الإنجليزية)
- دليلة مفتاحي على موقع قاعدة بيانات الأفلام العربية
- دليلة مفتاحي على موقع ألو سيني (الفرنسية)
- دليلة مفتاحي على موقع قاعدة بيانات الفيلم (الإنجليزية)
- دليلة مفتاحي على موقع كينوبويسك (الروسية)